# Agnes Maes
Agnes Maes (Aarsele, 20 april 1942 – Deinze, 9 maart 2016) was een Vlaams-Belgische schilder en beeldend kunstenaar. Ze woonde, werkte en overleed in Deinze. Agnes Maes maakte hedendaagse schilderijen, tekeningen en beeldhouwwerken.

## Citaat
Het zich nadrukkelijk tussen de dingen in bewegen, is een typisch kenmerk van onze hedendaagse kunst. Ook Agnes Maes beweegt zich tussen de dingen in. Toch doet ze dat niet op een modieuze manier. Haar onbepaaldheid, haar heen en weer bewegen in de fascinerende leegte tussen betekenaar en betekenende, is heel eerlijk. Het mondt uit in een extra aangrijpend resultaat omdat ze gebruikmaakt van een schijnbaar gedateerd medium. Met haar werk bewijst Agnes Maes dat schilderkunst een ongelooflijke overlevingsdrang heeft en op zichzelf in staat is tussenin te zijn.
— (Edith Doove)

Maes overleed op 73-jarige leeftijd.